# Очеретянский, Александр Иосифович
Алекса́ндр Ио́сифович Очеретя́нский (24 сентября 1946, Киев — 16 ноября 2019) — русский поэт, редактор, исследователь литературного авангарда.

## Биография
Окончил Киевский институт культуры, работал библиотекарем. Эмигрировал в США в октябре 1979 года. Жил в Фэр-Лоне, штат Нью-Джерси.
Собственные стихи Очеретянского до эмиграции не публиковались. Его поэзия следует футуристической традиции, прежде всего в лице Маяковского с присущими ему элементами сатиры, частым обращением к урбанистической образности. Просодически Очеретянский тяготел к свободному стиху, обращался к различным видам монтажа, к визуальной поэзии.
На рубеже 1980—1990-х гг. Очеретянский выступил соавтором сборников справочных и теоретических материалов по русскому поэтическому авангарду «Забытый авангард: Россия. Первая треть XX столетия»: первый том, подготовленный совместно с К. К. Кузьминским и Дж. Янечеком, вышел в 1988, второй, совместно с Янечеком и В. П. Крейдом, в 1993 году.
C 1989 года Очеретянский издавал литературно-визуальный альманах «Черновик».

## Награды и премии
- Международная отметина имени отца русского футуризма Давида Бурлюка[1].
- Медаль за вклад в развитие искусства от Института Русского Авангарда.